# 源義親
源 義親（みなもとの よしちか、生年不詳 - 嘉承3年1月19日〈1108年3月3日〉（諸説あり））は、平安時代後期の武将。源義家の次男。
河内源氏3代目棟梁・源義家の嫡男だったが、対馬守に任じられたときに九州で略奪を働き、官吏を殺害したため、隠岐国へ流された。だが、出雲国へ渡って再び官吏を殺して官物を奪ったため、平正盛の追討を受けて誅殺された（源義親の乱）。剛勇の義親が簡単に討たれたことを人々は疑い、その後に幾度も義親を名乗る者が現れている。

## 経歴
兄義宗の早世によって父義家の嫡男となる。前九年の役、後三年の役で活躍し「天下第一の武勇の士」と尊崇を集めた父譲りのつわもので、悪対馬守（悪対馬守義親）と呼ばれた（曾孫の源義平の通称「悪源太」と同じく、強いという意味での「悪」である）。
就任時期は不明確だが「六位国の功」を成して対馬守に任じられる。父義家が白河法皇の側近として復権しつつあった時代だった。国守は一般的に五位以上であり、六位国は国の中でも格式の低いものだった。義家は後三年の役以後は官物の完済に追われた上に、弟義綱との衝突未遂事件以後は摂関家領荘園の職を奪われていたため、小規模な成功しか行えなかったのは経済的な困窮が反映していると推測される。
対馬守在任中の康和3年（1101年）、官物を押領し人民を殺害したとして、大宰権帥・大江匡房から訴えられた。義親の濫行は公卿議定で審議され、公卿の間では直ちに追討すべしという強硬論が主流を占めたが、実際には官吏と共に父義家の郎党・藤原資通を遣わして説得・召喚を試みている。このような微温的措置が取られたのは父義家が白河法皇の院近臣だったためと思われる。しかし資通は義親を説得できず、康和4年（1102年）には逆に義親に従って官吏を殺害するに至った。朝廷は年末には義親を隠岐国へ配流とする（義親は配所には赴かず、出雲国にとどまったとする史料もある）。
嘉承元年（1106年）に義家が死去すると、義親の異母弟の義忠が父の後を継いでいる。嘉承2年（1107年）6月には朝廷で義親の動向が問題となっており、この頃から不穏な動きがあったと思われ、やがて義親は院近臣の出雲守・藤原家保の目代を殺害し官物を奪取。近隣諸国にも同調する動きが表れた。12月、朝廷は因幡守の平正盛を追討使に任じ、翌嘉祥3年（1108年）正月には、はやくも正盛は義親を誅したと報告。正盛は京へ凱旋し、朝廷より恩賞が授けられ、義親は梟首とされた（源義親の乱）。
しかし、剛勇で知られた義親が、それまでさしたる武功のなかった正盛に簡単に討たれたことは当時から疑問視されていた。義親生存の噂が流れ、義親と名のる人物が乱の20年以上後まで幾度となく現れており、それらは捕えられたり、殺されたりした。
義親の死後、河内源氏では内紛が起こり、天仁2年（1109年）に義忠が暗殺された。その嫌疑を受けた義家の弟義綱が義親の子（一説では義家の子）で義忠の後を継いだ為義の追討を受け、一族は滅ぼされ、義綱は佐渡国へ流罪となった。その後源氏は凋落し、平家が台頭する。
なお義親は『平家物語』冒頭の「傲れる者も久しからず」の例として挙げられている。

## 義親追討の背景
かつて義親追討など河内源氏の凋落については、河内源氏の勢力の増大を恐れた白河法皇の陰謀とする見解があった。奥富敬之は、当時は既に白河法皇の院政期に入っており、院と対立する摂関家の武力として仕えていた清和源氏の中の河内源氏は、白河法皇の陰謀により勢力を削がれ、衰退していったとしていた。また義親の父・義家に対しては後三年の役を私闘と見なして恩賞を与えず、義家が所有していた荘園を没収したうえ新たに義家への土地の寄進も禁じられており、そのため義親が対馬守に任じられたのも都に近い河内国を本拠地とし東国を傘下にした河内源氏を、勝手の異なる西国の国司とすることで失敗を期待したものと思われ、特に義親を朝廷に告発した大江匡房が白河院の近臣であったことなどからも院の謀略が窺えるとする見解があった。
しかし近年ではそのような見解はほぼ否定されている。後三年の役が義家の「私闘」と見なされたことも、弟義綱との衝突未遂事件で新たに義家への土地の寄進が禁じられたことも、当時の朝政の一般的な判断・処置と考えられている（源義家#「白河法皇の陰謀」説とその後の研究を参照）。また義親が対馬守となったのは成功によるものであり、格式の低い六位国（対馬国の他は志摩国・飛騨国・隠岐国・佐渡国・壱岐国）の国守にしかなれなかったのは経済的な困窮で小規模な成功しか行えなかったためである。当時、義家は院昇殿を許されて白河法皇の院近臣となっており、義親もまた白河法皇に近い立場であって、白河側近の公卿藤原宗通に仕えていた。そのため、上記のような謀略説は成り立たないとされている。

## 系譜
- 父：源義家
- 母：源隆長の娘
- 正室：高階基実の娘
- 生母不明
  - 長男：源義信：対馬太郎。従四位下左兵衛佐。
  - 次男：源義俊：対馬次郎。右馬允。
  - 三男：源義泰：対馬三郎。民部丞。伊予介。
  - 四男：源為義：子ではなく弟とする説あり、後述。
  - 五男（四男）：源義行：対馬四郎。兵庫允。伊予介。
  - 六男（五男）：源宗清：従五位下伊勢守。兵庫允。

源氏を継いだ為義は、『尊卑分脈』により義親の四男とされてきたが、義家の四男で義親の弟とする説を佐々木紀一が提唱している。一方で元木泰雄は、義家の子だったとすれば、なぜ『尊卑分脈』がことさらに謀反人となった義親の四男としたのか説明がつかないと疑問を呈している。角田文衛は、義信（長男）・義俊（次男）・義泰（三男）・義行（五男）がそれぞれ対馬太郎・対馬次郎・対馬三郎・対馬四郎の呼び名を持つことから、この4人が正室所生の同母兄弟で、為義は庶子だったのではないかと推測している。また為義が義親の四男にも関わらず兄たちを差し置いて叔父義忠の後継者に擬せられた理由として、3人の兄がいずれも「対馬」を称しているのに対して為義にはその呼称がないことから、3人の兄は父義親に随行して対馬に赴き事件に連座し、京に残って祖父義家夫妻が養育した為義が嫡男になったとする説もあり、為義の兄の子孫の名は『尊卑分脈』に多数見えるものの、義信の子で松尾の最福寺を開いた僧延朗以外は活動の痕跡が見えず、父の滅亡とともに没落した可能性が高いとする見解もある。
義親の正室は肥後守・高階基実の娘であるが、義父の基実は義親の乱行により肥後守を罷免され、贖銅の刑を科された。